# Geierswacht
Die Geierswacht ist ein 404,4 m hoher Berg und der höchste Punkt der Ortschaft Seifersdorf im Gebiet der sächsischen Stadt Dippoldiswalde. Er liegt oberhalb des gleichnamigen Wohngebietes.

## Geographie
Die Geierswacht erhebt sich westlich des Ortes Seifersdorf am Rande des Tales der Roten Weißeritz. Der Berg ist unbewaldet und wird landwirtschaftlich genutzt. Vorherrschende Gesteine sind Gneis und Quarzit.

## Geschichte
Im Jahre 1762 wird der Berg als „Die Wacht“ auf einer Karte vom Ende des Siebenjährigen Krieges erstmals genannt. 1785 wird der Berg auf Blatt 281 des Berliner Exemplars der sächsischen Meilenblätter als Geyers Wacht bezeichnet, im Freiberger Exemplar findet sich die Angabe Geyers Wach und der Zusatz Signal. Albert Schiffner beschreibt Seifersdorf als am „östlichen Fusse der Geierswacht“ liegend. Im Napoleonischen Krieg war am 24. August 1813 hier die Feldwache vom Geierschen Gut stationiert.  Der Berg diente von 1881 bis Ende des 20. Jahrhunderts als trigonometrischer Punkt. Um das Jahr 1900 entstand am Fuße des Berges ein kleiner Steinbruch und 1938 der Einbau eines neuen Wasserhochbehälters für die neue Seifersdorfer Wasserleitung, nicht weit davon begann man 1994 mit der Erschließung des Wohngebietes Geierswacht. Die Straße, die dieses Wohngebiet erschließt, trägt den Namen „Geierswacht“.